# Javier Di Ciriaco
Javier Di Ciriaco (* 12. Oktober 1973 in Córdoba) ist ein argentinischer Singer-Songwriter, Sänger des Tango Argentino und ehemaliger Rocksänger.

## Leben und Karriere
Javier Di Ciriaco wurde in Córdoba, Argentinien, geboren. Als Teenager gründete er die Rockband Sentencia und agierte als ihr Leadsänger, Gitarrist und Komponist. Noch in Córdoba entdeckte er in seinen frühen Zwanzigern den Tango für sich. So verließ er seine Band und konzentrierte sich in den folgenden Jahren auf den Tango, trat u. a. mit dem Orquesta Típica de Jorge Arduh sowie in verschiedenen Theater- und Musical-Produktionen auf, mit denen er auch durch Europa und Asien tourte. 2006 gründete er das Tangoorchester Sexteto Milonguero. Mit drei Lateinamerika- und zwölf Europa-Tourneen durch insgesamt über 30 Länder, der ersten USA-Tour im Jahr 2017 sowie Konzertreisen nach Kanada, die Volksrepublik China und Singapur ist Sexteto Milonguero eines der erfolgreichsten Live-Orchester der argentinischen und internationalen Tangoszene.
2016 präsentierte Javier Di Ciriaco sein erstes Solo-Programm als Singer-Songwriter.

## Erste Solo-Veröffentlichung:Íntimo
Íntimo ist die erste Solo-Veröffentlichung von Javier Di Ciriaco. Auf seinem Debüt-Album stellt er die „Best of“ seines Repertoires vor.

## Diskografie
- 1999: Bodas de Oro con el Tango
- 2002: Boleros en ritmo de Tango
- 2005: Una Emoción
- 2007: Pa’que Bailen
- 2010: 7
- 2013: Doble o Nada
- 2017: íntimo